# Carlos Rospigliosi
Carlos Rospigliosi Chávez (* 19. Dezember 2002) ist ein peruanischer Leichtathlet, der sich auf den Speerwurf spezialisiert hat.

## Sportliche Laufbahn
Erste internationale Erfahrungen sammelte Carlos Rospigliosi im Jahr 2021, als er bei den U20-Südamerikameisterschaften in Lima mit einer Weite von 52,27 m den sechsten Platz belegte. Im Jahr darauf gelangte er bei den U23-Südamerikameisterschaften in Cascavel mit 60,42 m auf den neunten Platz und 2024 wurde er bei den U23-Südamerikameisterschaften in Bucaramanga mit 63,25 m Achter. Im Jahr darauf gelangte er bei den Südamerikameisterschaften in Mar del Plata mit 63,45 m auf den zehnten Platz.
In den Jahren von 2022 bis 2025 wurde Rospigliosi peruanischer Meister im Speerwurf.